# Krasi
Krasi (griechisch Κράσι (n. sg.), von griechisch κρασί ‚Wein‘) ist ein Bergdorf auf der Insel Kreta im Gemeindebezirk Malia. Es liegt 5 km südlich der Stadt Malia auf 600 m Höhe am nordwestlichen Ausläufer des Selena-Gebirges. 1,2 km südwestlich des Ortes liegt das Kloster Kera Kardiotissa.
In Krasi steht die größte Platane Kretas: Sie wird auf ein Alter von 1800 bis 2000 Jahren geschätzt und hat einen Stammumfang von etwa 16 m. Gegenüber der Platane ist ein Brunnen aus venezianischer Zeit mit zwei Becken erhalten. Dem Quellwasser wird heilende Wirkung nachgesagt.
Die Menschen in Krasi leben hauptsächlich vom Tourismus, der Landwirtschaft und Viehzucht. Im November wird traditionell vor den Häusern der Schnaps Raki gebrannt. Der Ort ist ein beliebter Ausgangspunkt für Wanderungen zur Nisimos-Hochebene, zum Berg Karfi und nach Tzermiado auf der Lasithi-Hochebene. Im Ort stehen die Geburtshäuser von Antonios Michelidakis, dem ersten Premierminister des Kretischen Staats und der Künstlerin Maria Zografou und das Stammhaus der Intellektuellen-Familie Alexiou (Lefteris Alexiou, Elli Alexiou, Galateia Kazantzaki Alexiou und Stylianos Alexiou).

## Archäologie
Südöstlich des Dorfes wurde ein gebautes Grab aus der Frühminoischen Zeit (FM I) entdeckt. Es enthielt Keramiken die kykladischen Einfluss zeigten. Man fand auch zwei Tholosgräber aus der Frühminoischen Zeit (FM II) – eines mit einem Durchmesser von 4,20 m und das andere von 2,90 m. In einem Grab entdeckte man einen Tongefäß mit Inschrift aus der Mittelminoischen Zeit (MM I).